# خمیس مشیط
شهر خمیس مشیط (به عربی: خمیس مشیط) در عسیر در کشور عربستان واقع شده‌است. جمعیت این شهر ۳۷۲٫۶۹۵ نفر است.